# Caenophthalmus bellus
Caenophthalmus bellus är en tvåvingeart som beskrevs av Krober 1931. Caenophthalmus bellus ingår i släktet Caenophthalmus och familjen stilettflugor. Inga underarter finns listade.